# Halamishita
La halamishita és un mineral de la classe dels elements natius. Va rebre el nom l'any 2014 per Sergey N. Britvin, Michail N. Murashko, Ye. Vapnik, Yury S. Polekhovsky i Sergey V. Krivovichev per Halamish wadi, a Israel, la localitat tipus.

## Característiques
La halamishita és un fosfur de fórmula química Ni₅P₄. Va ser aprovada com a espècie vàlida per l'Associació Mineralògica Internacional l'any 2013, sent publicada per primera vegada el 2020. Cristal·litza en el sistema hexagonal. La halamishita pot ser emprada com a geotermòmetre per indicar que la formació de conjunts de fosfurs s'havia produït a una temperatura inferior a 870 °C. Químicament es troba relacionada amb el niquelfosfur, la melliniïta, la negevita i la transjordanita.
L'exemplar que va servir per a determinar l'espècie, el que es coneix com a material tipus, es troba conservat a les col·leccions del museu mineralògic de la Universitat Estatal de Sant Petersburg (Rússia), amb el número de catàleg: 19606.

## Formació i jaciments
Va ser descoberta a Halamish wadi, a la conca de l'Hatrurim, dins el consell regional de Tamar (Districte del Sud, Israel), on es troba en forma de grans minuts de fins a 20 μm de mida, associada a transjordanita i a zuktamrurita. També ha estat descrita a la Formació de Hatrurim i a la pedrera de fosforita del complex Daba-Siwaqa, a Jordània. Aquests tres indrets són els únics de tot el planeta on ha estat descrita aquesta espècie mineral.